# Gush Etzion

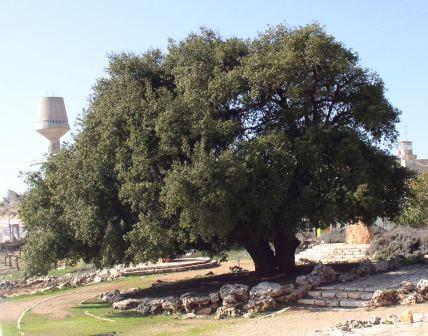
Stejarul solitar de la vest de Alon Shvut, devenit simbol al regiunii Gush Etzion

Gush Etzion („Blocul Etzion”, în ebraică גוש עציון) este un grup de așezări evreiești din Munții Iudeei, în Cisiordania, la sud de Ierusalim, între Betleem și Hebron. Primele dintre ele au fost înființate în timpul mandatului britanic în Palestina, în anii 1940-1947, pe terenuri cumpărate și după încercari provizorii în anii 1920, și au fost distruse în cursul Războiului arabo-evreiesc din Palestina din anii 1948-1949. După ce Iordania a pierdut teritoriul Cisiordaniei în Războiul de șase zile din iunie 1967, evreii israelieni au repopulat zona. În absența unor progrese suficiente în direcția unui acord de pace comprehensiv însoțit de un aranjament teritorial și de securitate cu vecinii palestinieni, din motive de securitate și alte considerente de interes național, guvernele israeliene laburiste, și apoi, cele de centru-dreapta, și-au dat asentimentul pentru înființarea de așezări dincolo de „linia verde” (linia veche de armistițiu din 1949). În 2011 Gush Etzion număra 22 așezări cu circa 70,000 locuitori. Majoritatea localităților, cu excepția așezărilor Beitar Ilit și Efrat, fac parte, din punct de vedere administrativ, din Consiliul regional Gush Etzion.
Gush Etzion a fost numit astfel după Shmuel Tzvi Holzman, care și-a ebraizat numele în Etzion (Holz = lemn, în ebraică „Etz”)

## Geografie

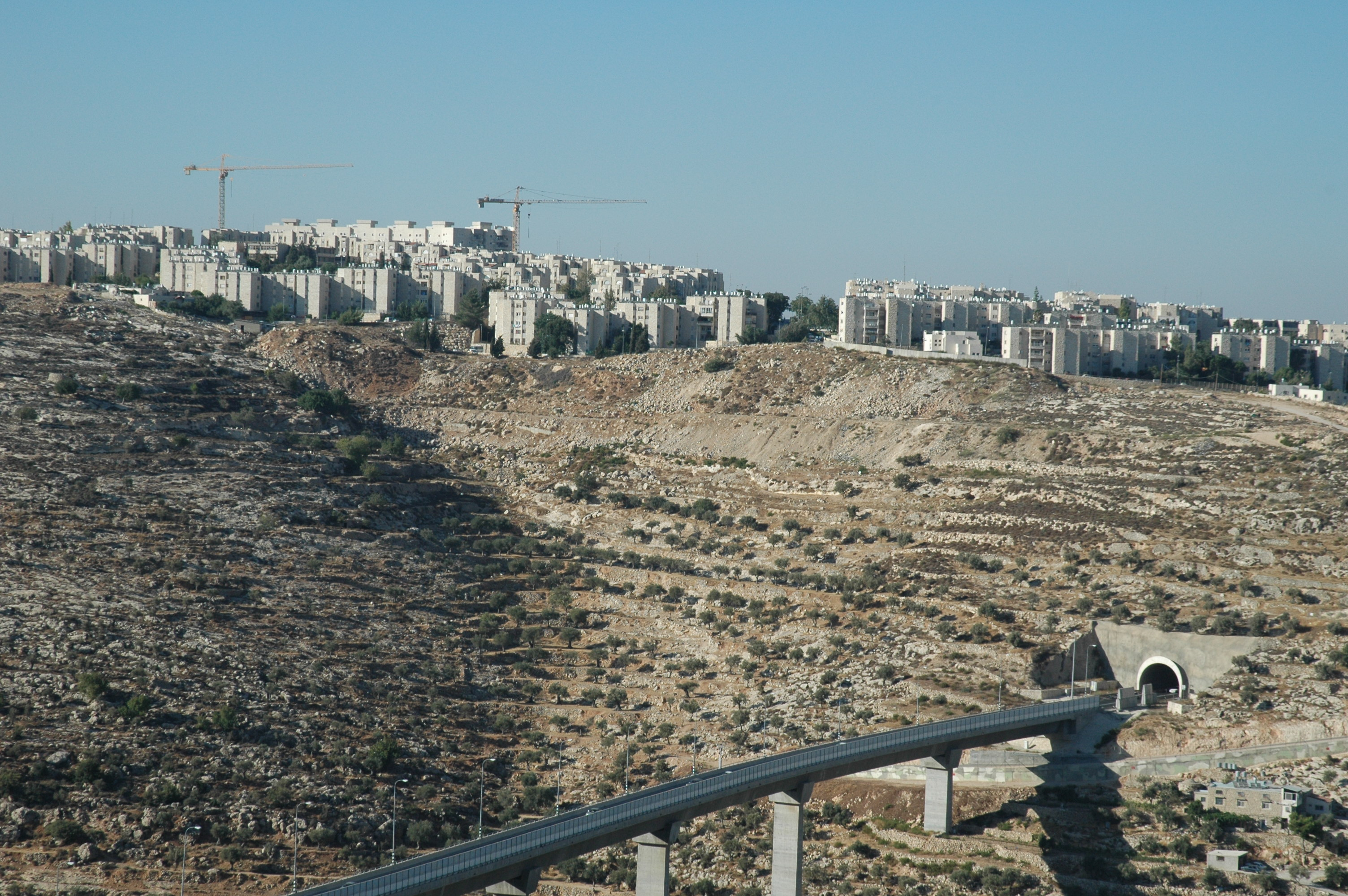
Cartierul Gilo din Ierusalim, cu șoseaua 60,podul și tunelul spre Gush Etzion

Gush Etzion se află la sud de Ierusalim și la est de Valea Ela (Emek Haelá) și se întinde de la Karmey Tzur la sud până la Muntele Gilo în nord, Maale Rehavam în est și Beitar Ilit și Gevaot în vest. Altitudinea lui medie este de 950m. 
În partea de est a zonei se înalță, pe un deal artificial, fortăreața antică Herodion - ruinele palatului fortificat de vară al regelui Irod cel Mare, din perioada protectoratului roman asupra Iudeei.
Accesul in Gush Etzion se face prin est, circa 8 minute distanță cu automobilul pe noua șosea „Herodion” care leaga Muntele Homa (Har Homa) cu asezarile din estul lui Gush Etzion, de asemenea prin șoseaua 60 dintre Ierusalim și Intersecția Gush Etzion, iar spre restul localitatilor și dinspre vest - prin soseaua care leagă Beit Shemesh cu Nes Harim. sau prin Intersectia Etziona din direcția Intersecției Ela.

## Istorie

### Perioada Palestinei sub mandat britanic

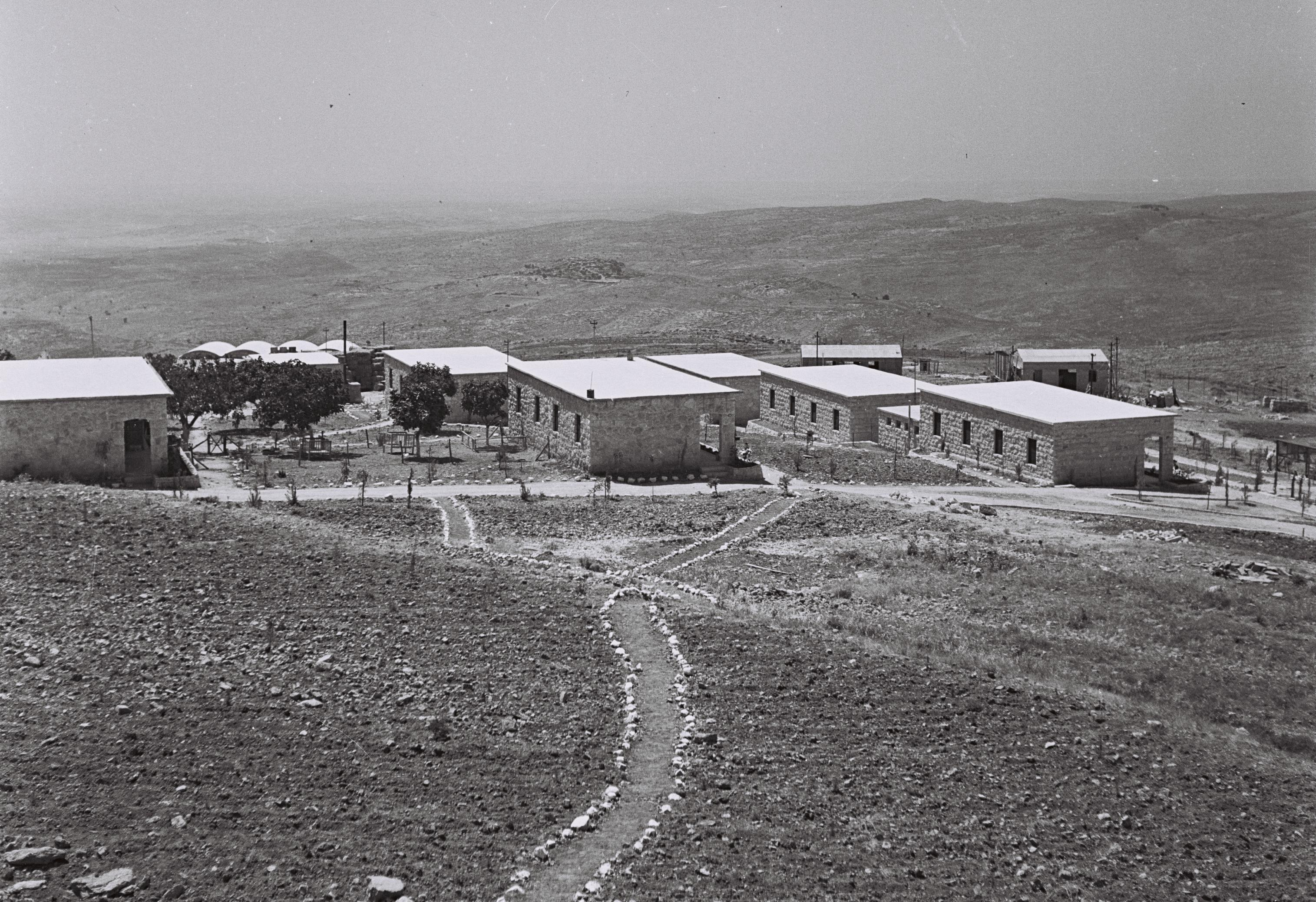
Kibuțul Masuot Itzhak în anul 1947. Fotografie de Zoltán Kluger

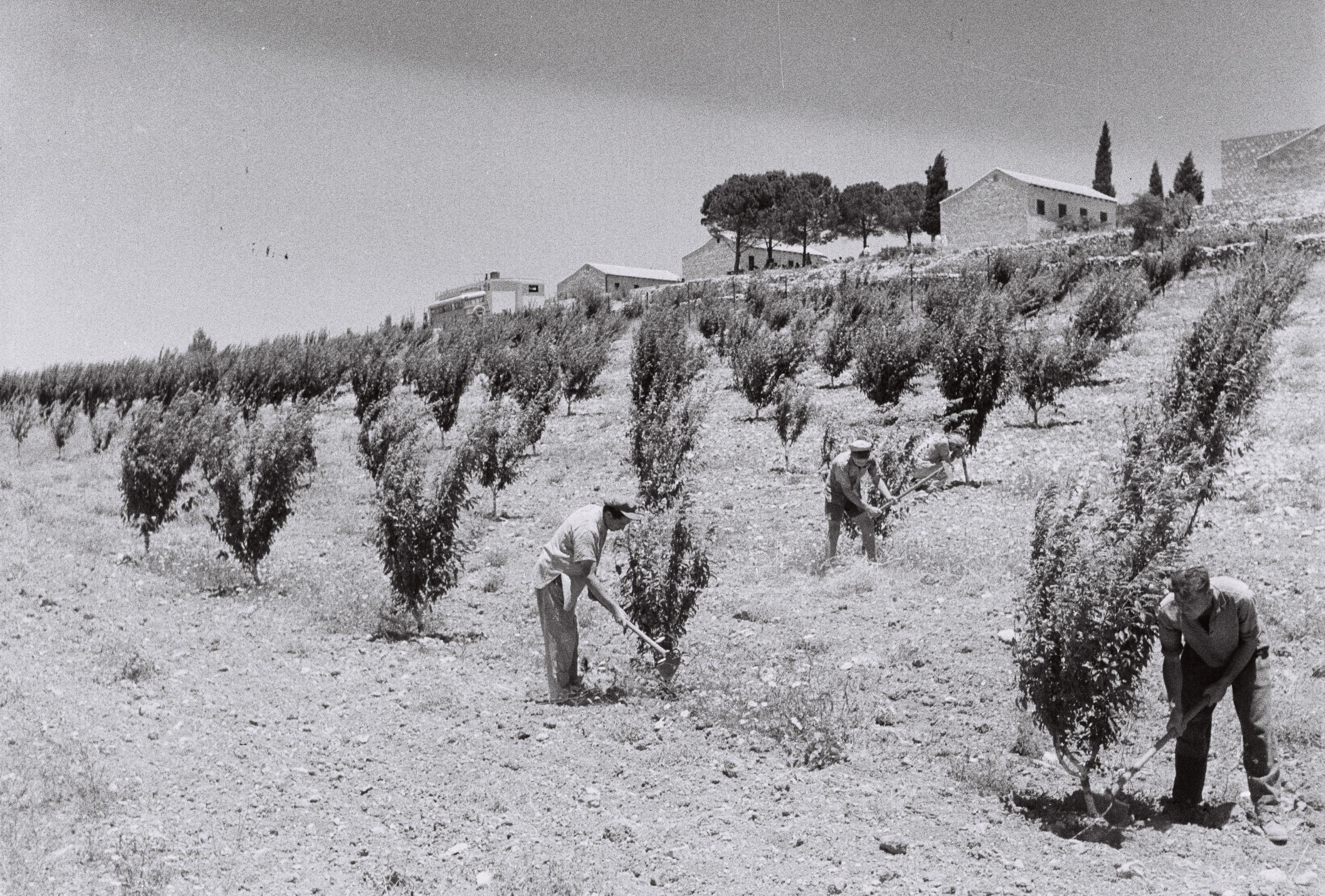
Livadă și case din kibuțul Kfar Etzion din anul 1947. Fotografie de Zoltán Kluger

În anul 1927 evrei ultraortodocși din Ierusalim și un grup de evrei veniți din Yemen au înființat, la sud de Ierusalim, așezarea Migdal Eder, numită așa după un loc amintit în Biblie (Facerea, 35,21). dar ca urmare a dificultăților economice și mai ales a tulburărilor arabe din anul 1929, locuitorii ei au fost nevoiți să o părăsească.
O a două încercare de așezare în acelaș loc a fost organizată de societatea „El Hahar” creată de Shmuel Tzvi Holzmann, care cumpărase de la localnici arabi pământuri de pe Muntele Hebron. Așezarea s-a numit Kfar Etzion Și această încercare a eșuat, însă, din cauza Marii revolte a arabilor din Palestina din 1936-1939. Arabi locali au demolat construcțiile executate de Holtzmann și însoțitorii săi.
Ulterior, Mișcarea „Hakibutz Hadati” (Kibuțul religios) a creat în zonă trei kibuțuri:la 3 mai 1943 Kfar Etzion ( de către grupul Kvutzat Avraham), la 4 noiembrie  1945 Masuot Itzhak, iar la 22 octombrie 1945 Ein Tzurim.  
La 11 februarie 1947 membri ai mișcării socialiste de tineret Hashomer Hatzair au fondat kibuțul Revadim.

### Războiul de independență al Israelului
Planul de împărțire a Palestinei al O.N.U în două state - evreu și arab -  aloca teritoriul cunoscut ca Gush Etzion viitorului stat arab palestinian.
Arabii au respins planul și au declanșat războiul împotriva evreilor din Palestina. Odată cu izbucnirea ostilităților ei la finele lui noiembrie 1947, au asediat cele 4 așezări evreiești existente în Gush Etzion, blocandu-le căile de acces. Locuitorii lor au încercat să reziste, între alte, cu ajutorul mai multor întăriri primite prin: „Caravana celor 10”, „Caravana Nabi Daniel” și „Secția 35”.
La 13 mai 1948, cu zi inaintea proclamării Statului evreiesc Israel, satul Kfar Etzion a căzut în mâinile armatei transiordaniene, Legiunea Arabă. 242 evrei, membri ai kibutzului, luptători ai Palmah și ai Forței de teren a Haganei au pierit în luptă. Câteva zeci de luptători și civili care s-au predat forțelor regulate ale Legiunii Arabe, au fost masacrați de soldații transiordanieni și de arabii palestinieni locali.
Doar patru dintre luptătorii evrei au reușit să scape cu viață.
Celelalte trei kibuțuri s-au supus, iar apărătorii lor, 240 persoane, au fost capturați și trimiși in lagăre de prizonieri în Transiordania.
Zona Gush Etzion a fost ocupată de Transiordania, așezările evreiești au fost distruse apropape în întregime, iar pe locul lor au luat ființă tabere ale armatei transiordaniene. Pe locul kibutzului Masuot Itzhak a fost înființat un lagăr de refugiați palestinieni.
Cele patru așezări evreiești anihilate au fost reînființate în alte locuri din Israel - Nir Etzion - pe litoralul Hof Carmel, de către foști locuitori din Kfar Etzion, Masuot Itzhak si Ein Tzurim - în zona Consiliului regional Shafir, iar kibutzul Revadim = în zona Consiliului regional Yoav.
Pierderea celor patru așezări din Gush Etzion și masacrul de la Kfar Etzion au devenit una din cele mai dureroase traume în memoria colectivă israeliană.

### După Războiul de Șase Zile

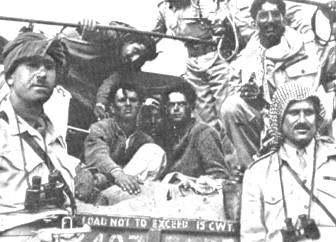
Prizonieri evrei în Transiordania după căderea Gush Etzion. mai 1948

După ce Iordania a atacat Israelul și a pierdut teritoriul Cisiordaniei in iunie 1967, membri ai celei de-a doua generații a coloniștilor evrei din Kfar Etzion au reînființat în zonă acest kibutz. Kfar Tzion este considerată prima așezare înființată de israelieni dincolo de linia verde - fosta linie de armistițiu din 1949, pe teritoriile din Cisiordania definite după iunie 1967 de factori internaționali ca Teritoriile Palestiniene ocupate. Guvernul laburist israelian și-a dat acordul pentru renașterea așezării. Pe ruinele așezărilor Ein Tzurim și Revadim a luat ființă kibuțul Rosh Tzurim. Lângă ruinele kibuțului Masuot Itzhak a fost întemeiată așezarea Bat Ain.În anul 1969 a luat ființă așezarea Alon Shvut, în care au locuit elevi și rabini ai Ieșivei Har Etzion. De atunci au mai fost înființate numeroase alte așezări.
Majoritatea localităților din zonă apartin Consilului regional Gush Etzion.  Beitar Ilit are statutul de oraș, iar Efrat are statut de consiliu local.
Simbolul zonei Gush Etzion este stejarul solitar din centrul regiunii, de pe care se putea vedea inainte de 1967, de pe teritoriul Israelului locul unde se aflau ruinele așezărilor abandonate în 1948. Dupa acest stejar (Alon) s-a numit așezarea Alon Shvut.
La 31 august 2014 ca reacție la răpirea și uciderea a trei elevi evrei din zonă  de către tineri arabi palestinieni, guvernul israelian a anunțat intenția de a expropria 400 de hectare de pământ de pe dealurile din Gush Etzion, declarație care a atras critici din partea unor factori politici israelieni ,din partea Uniunii Europene și a Statelor Unite.

## Obiective culturale și turistice

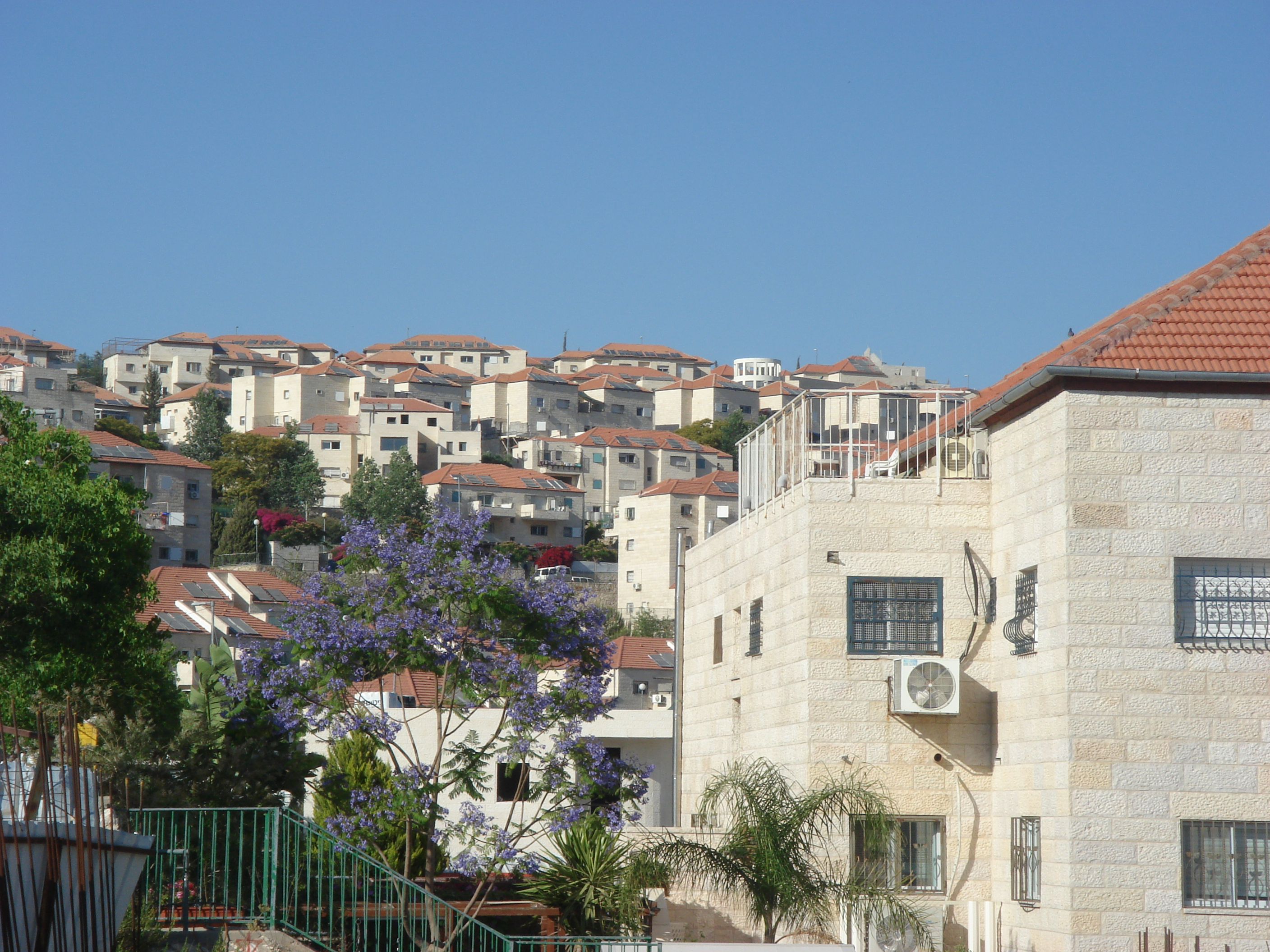
Beitar Ilit, oraș locuit de evrei credincioși ultraortodocși în Gush Etzion

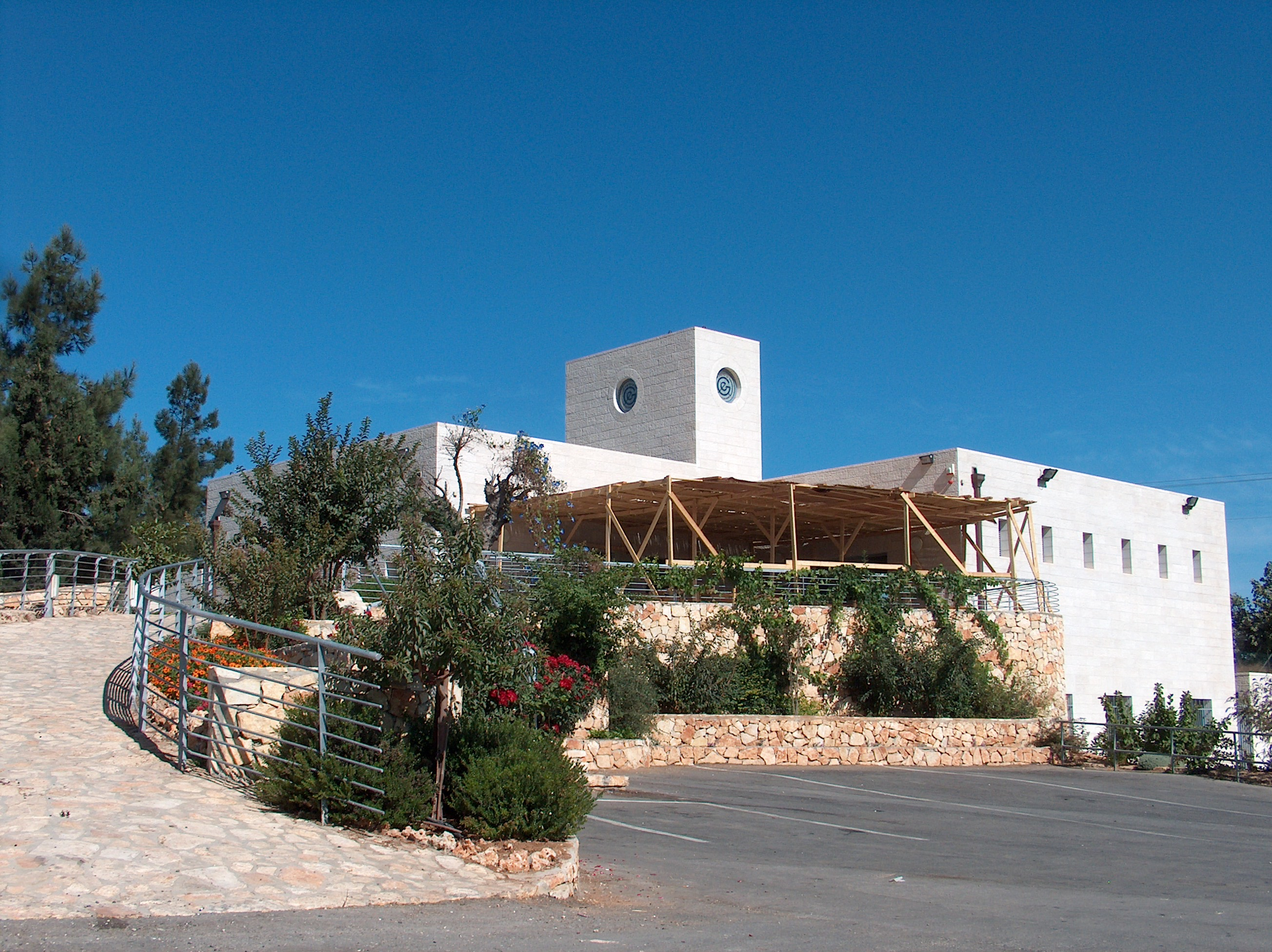
Crama de la Alon Shvut

- Parcul Național Herodion - cu ruinele palatului fortificat al lui Irod cel Mare (Hordos), cu mai multe încăperi și incinte și tuneluri subterane. În acest sit arheologic a descoperit prof. Ehud Netzer de la Universitatea Ebraică vestigii pe care le-a identificat-o ca fiind mormântul lui Irod.
- Apeductul antic subteran „Nahal Hapirim” sau „Biar”, construit în vremea lui Irod cel Mare
- Documentar „sunet și lumină” despre evenimentele din Gush Etzion în timpul Războiului de independență al Israelului
- fabrică de ulei de măsline la Tekoa, fermă producătoare de brânzeturi de capră la Tekoa, cramă la Alon Shvut și centru de vizitatori în centrul Gush Etzion, ferma Masuot Itzhak cu excursii ghidate prin Gush Etzion
- Zip line și grădina zoologică Eretz Haayalim (Țara cerbilor), grădina zoologică terapeutică la Elazar,
- Festivalul anual al cireșelor la kibuțul Rosh Tzurim  - în iunie

## Legături externe

Vedere panoramică a Gush Etzion de pe acoperișul muzeului local